# Népstadion 1994 Omegakoncert – No. 2. Szárazblokk
Népstadion 1994 Omegakoncert – No. 2. Szárazblokk („A Változás Szele”) címmel jelent meg CD-n az Omega együttes 1994. szeptember 3-i Népstadion-beli koncertjének második feléről készül felvétel. Az alcím a koncert alatti időjárásra (valamint a Scorpions két tagjának vendégszereplésére) utal.
Az album a Népstadion 1994 Omegakoncert – No. 1. Vizesblokk folytatása. Ezen kívül VHS-en és DVD-n is jelent meg felvétel a koncertről.

## Dalok
1. Naplemente (Presser Gábor – Adamis Anna)
2. Ha én szél lehetnék (Presser Gábor – Adamis Anna)
3. 958-as Boogie-woogie klubban (Presser Gábor – Adamis Anna) – ének: Presser
4. Azt mondta az anyukám (Presser Gábor – S. Nagy István) – ének: Somló
5. Wind of Change (Klaus Meine) – ének: Meine, km.:Schenker
6. Csillagok útján (Omega – Várszegi Gábor) – km.: Schenker
7. Fekete pillangó (Omega – Sülyi Péter) – ének: Kóbor & Meine
8. Oh, jöjj! (Presser Gábor – Adamis Anna)
9. Ballada a fegyverkovács fiáról (Presser Gábor – Adamis Anna)
10. Petróleumlámpa (Presser Gábor – Adamis Anna)
11. Nyári éjek asszonya (Omega – Várszegi Gábor)
12. Addig élj (Molnár György – Kóbor János)
13. Gyöngyhajú lány (Presser Gábor – Adamis Anna)

## Közreműködtek
- Benkő László – billentyűs hangszerek, vokál
- Debreczeni Ferenc – dob, ütőhangszerek
- Kóbor János – ének
- Mihály Tamás – basszusgitár, vokál
- Molnár György – gitár

valamint
- Presser Gábor (ex-Omega) – zongora, ének
- Somló Tamás (ex-Omega) – ének, szaxofon
- Szekeres Tamás – gitár
- Debreczeni Csaba – ütőhangszerek
- Vinnay Péter – billentyűs hangszerek
- Tunyogi Bernadett, Tunyogi Orsolya, Hastó Zsolt, Szolnoki Péter – vokál

Sztárvendégek:
- Klaus Meine (Scorpions) – ének
- Rudolf Schenker (Scorpions) – gitár, vokál

## Egyéb felvételek a koncertről
- Népstadion 1994 Omegakoncert – No. 1. Vizesblokk – CD, a koncert első fele (1994)
- Az Omega összes koncertfelvétele 2. – CD 3. Népstadion 1994 (válogatás a két CD anyagából) (1996)
- Omegakoncert Népstadion 1994 – dupla VHS
- Omega-koncert Népstadion 1994 – Az igazi választás – DVD
- Bulik másképpen – DVD, előkészületek, lemaradt dalok

## Toplistás szereplése
Az album a Mahasz Top 40-es eladási listáján tíz héten át szerepelt, legjobb helyezése 25. volt.